# Leon Vockensperger
Leon Vockensperger (ur. 25 sierpnia 1999 w Rosenheim) – niemiecki snowboardzista, specjalizujący się w slopestyle'u i big air.
Po raz pierwszy na arenie międzynarodowej pojawił się 14 marca 2015 roku w Kühtai, gdzie w zawodach krajowych zajął dziewiąte miejsce w halfpipe'ie. W 2017 roku zajął 18. miejsce w Big Air na mistrzostwach świata juniorów w Szpindlerowym Młynie.
W zawodach w Pucharu Świata zadebiutował 3 grudnia 2016 roku w Mönchengladbach, zajmując 39. miejsce w Big Air. Na podium zawodów tego cyklu pierwszy raz stanął 22 stycznia 2021 roku w Laax, kończąc rywalizację w slopestyle'u na drugiej pozycji. W zawodach tych rozdzielił Szweda Niklasa Mattssona i Marcusa Klevelanda z Norwegii. W klasyfikacji końcowej slopestyle'u w sezonie 2020/2021 zajął trzecie miejsce.
Podczas mistrzostw świata w Aspen w 2021 roku zajął 10. miejsce w slopestyle'u i 22. miejsce w Big Air.

## Osiągnięcia

### Mistrzostwa świata
| Miejsce | Dzień    | Rok  | Miejscowość | Konkurencja | Zwycięzca        |
| ------- | -------- | ---- | ----------- | ----------- | ---------------- |
| 10.     | 12 marca | 2021 | Aspen       | Slopestyle  | Marcus Kleveland |
| 22.     | 16 marca | 2021 | Aspen       | Big air     | Mark McMorris    |

### Puchar Świata

#### Miejsca w klasyfikacji generalnej AFU
- sezon 2016/2017: 175.
- sezon 2018/2019: 89.
- sezon 2019/2020: 106.
- sezon 2020/2021: 8.
- sezon 2021/2022:

#### Miejsca na podium w zawodach
1. Laax – 22 stycznia 2021 (slopestyle) – 2. miejsce